# Un amour à taire
Un amour à taire (en español, Un amor por ocultar) es una película francesa para televisión del año 2005 dirigida por Christian Faure, con guion de Pascal Fontanille y Samantha Mazeras.

## Trama
Corre 1942. Sara, Jean y Philippe intentan sobrevivir en el París ocupado por los nazis. Sara es judía y Jean y Philippe son una pareja de homosexuales. 
Cuando la familia de Sara es asesinada, ésta va a buscar a Jean, su amor de la adolescencia. Pero ahora Jean ha asumido su sexualidad y mantiene una relación con Philippe. Sara se ocultará en casa de Philippe, quien gracias a sus contactos en la resistencia podrá proporcionarle a Sara una identidad falsa bajo el nombre de Yvonne Brunner.
Jean será acusado falsamente de ser el amante de un oficial de la Wehrmacht y será deportado a los campos de concentración.

## Premios
- Festival de Cine de Luchon (2005)
  - Premio especial del jurado
  - Premio del público
  - Mejor guion
  - Mejor actriz (Louise Monot)
  - Mejor actor (Nicolas Gob)

- Festival de Cine LGBT de Miami (2006)
  - Mejor película (premio del jurado)
  - Mejor película (premio del público)

- Festival internacional de cine lésbico y gai de Madrid (2007)
  - Mejor película (premio del jurado)
  - Mejor dirección (Christian Faure)

- Festival de Cine Lésbico y Gai de Andalucía (2008)
  - Mejor película

- Datos: Q2497871